# Samuel Rösel

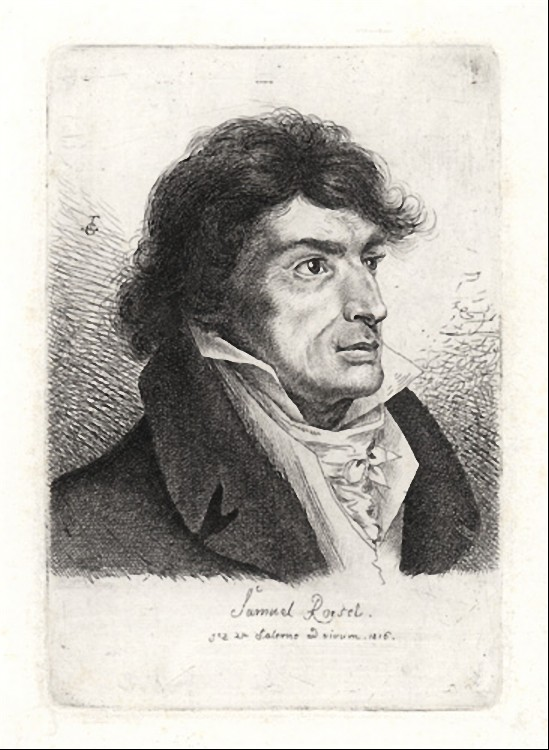
Samuel Rösel

Johann Gottlob Samuel Rösel (* 9. Oktober 1768 in Breslau; † 8. Juli 1843 in Potsdam) war als Landschaftsmaler und Professor an der Akademie der Künste eine bekannte Persönlichkeit des Berliner Kunst- und Gesellschaftslebens im ersten Drittel des 19. Jahrhunderts. Sehr bald nach seinem Tod geriet er in Vergessenheit. Ein Kapitel in Theodor Fontanes (1819–1898) Wanderungen durch die Mark Brandenburg verschaffte ihm erneut Aufmerksamkeit und eine gewisse bleibende Bedeutung als (Rand)figur der deutschen Kulturgeschichte.

## Fontane und Samuel Rösel
Fontane beschrieb im 1872 herausgegebenen Band III (Havelland) seiner Wanderungen einen Besuch auf dem Friedhof Bornstädt (heute: Bornstedt). Wegen der Nähe zu Sanssouci und Potsdam wurden hier viele historisch bedeutsame Personen beerdigt. Angesichts einiger ihm unbekannter Namen fragte sich Fontane: Wer war er (oder sie)? So auch vor der Grabtafel des Professor Samuel Rösel. Eine rein rhetorische Frage, wie er bis zur Veröffentlichung seines Textes glaubte. Die unerwartet zahlreichen Reaktionen veranlassten ihn jedoch, dem Kapitel Bornstädt ein neues Kapitel folgen zu lassen, das als Überschrift eben jene Frage trägt: Wer war er? In der Einleitung schreibt der Autor: Diese Frage, so wenig passend sie sein mochte, namentlich um des Tones willen, in dem ich sie stellte, hat wenigstens das eine Gute gehabt, mir eine Fülle von Zuschriften einzutragen, aus denen ich nunmehr imstande bin, ein Lebensbild Rösels zusammenzustellen. Ergänzend zu den Briefen, die ihn erreichten, befragte Fontane mündlich oder schriftlich mehrere Zeitgenossen des Malers.

## Biografische Fragmente
Über Rösels Elternhaus und Jugend wird nichts mitgeteilt. 1787 trat er als Schüler in die Preußische Akademie der Künste in Berlin ein. In einem Artikel der liberalen Berliner National-Zeitung wurde über Rösel postum berichtet: Er war noch zu Anfang der 1840er Jahre eine sehr bekannte Berliner Persönlichkeit, gehörte zu den tüchtigsten Künstlern seines Fachs. Carl Friedrich Zelter (1758–1832), Musikprofessor in Berlin und Duzfreund Goethes, hatte drei seiner ausgestellten Landschaften in einem Brief an Goethe hoch gelobt. Rösel war klein, etwas verwachsen, geistreich und sarkastisch. Es gab kaum einen Abend im Jahr, an dem er nicht in Gesellschaft war. So war er auch Mitglied der Berliner Freimaurerloge Zum Pilgrim. Besonders freundliche Beziehungen bestanden zur Familie Mendelssohn. Er gehörte dauerhaft zum Kreis um Zelter, war befreundet mit Hegel (1770–1831) und ein großer Bewunderer Goethes, dem er zu dessen Geburtstagen mehrmals eigene Zeichnungen mit Bezug zu Leben und Werk des Dichters nach Weimar schickte. Goethe reagierte zunächst nicht; erst als Zelter ihn darauf ansprach, dankte der Beschenkte seinem Verehrer in knappen Versen:  Rösels Pinsel, Rösels Kiel, sollte man mit Lorbeer kränzen usw.
Rösel war Zeichenlehrer des preußischen Kronprinzen Friedrich Wilhelm (IV.). Darüber hinaus erteilte er Angehörigen verschiedener angesehener Berliner Familien Unterricht im Landschaftszeichnen, seiner Spezialdisziplin. Er war überall beliebt wegen seines Witzes, seiner Heiterkeit und weil er jederzeit bereit war, anderen einen Gefallen zu erweisen – etwa Gelegenheitsgedichte zu machen oder Kulissen für Liebhaberaufführungen zu malen. Im Januar 1839 erhielt er den Roten Adlerorden Vierter Klasse. In Berlin lebte er lange Jahre in der Friedrichstraße / Ecke Mohrenstraße in einer sehr einfach eingerichteten Wohnung. Über Rösels Situation im Alter zitiert Fontane aus dem Brief eines Zeitgenossen: Seine letzten Lebensjahre waren nicht die glücklichsten. Er wurde immer bärbeißiger, seine äußerliche Lage verschlechterte sich, und er hielt sich zuletzt zur Flasche, sogar zur Likörflasche ... 1842 schließlich ließ König Friedrich Wilhelm IV. den alten, allein wohnenden, auch etwas geistesschwach gewordenen Rösel von Berlin nach Schloss Charlottenhof bei Sanssouci bringen und dort in der Familie eines Bediensteten pflegen bis zu seinem Tod im Jahre 1843.
Im folgenden Jahr brachte die Chronik der Königlichen Akademie der Künste einen kurzen Nekrolog: Johann Gottlob Samuel Rösel, geboren zu Breslau den 9. Oktober 1768 (die Grabinschrift sagt 1769), wurde am 14. Februar 1824 zum ordentlichen Mitgliede der Akademie gewählt. Schon vorher war er königlicher Professor und Zeichenlehrer an der Bauschule. Als geistreicher Landschaftszeichner geschätzt, bis ins Alter von unverwüstlicher Heiterkeit und bei beschränkten Mitteln unermüdlich im Wohltun, folgt ihm das ehrende Andenken zahlreicher Freunde. Von königlicher Huld in den Gartenschlössern bei Potsdam bis an sein Ende gepflegt, starb er ebendaselbst.
Der Text auf der Rückseite seiner eisernen Grabtafel auf dem Bornstedter Friedhof in Potsdam lautet: TRETET LEISE AN SEIN GRAB / IHR MAENNER VON EDLEM HERZEN / DENN ER WAR EUCH NAHE VERWANDT!

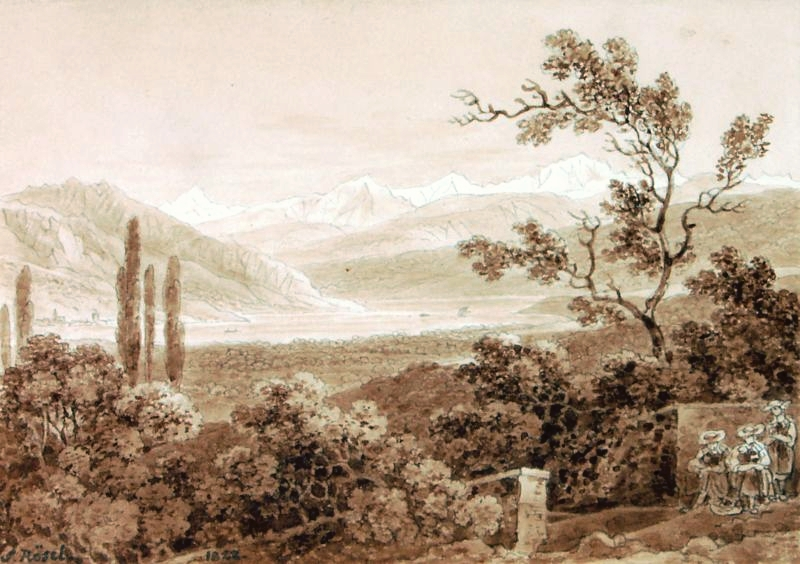
Gebirgslandschaft, 1822
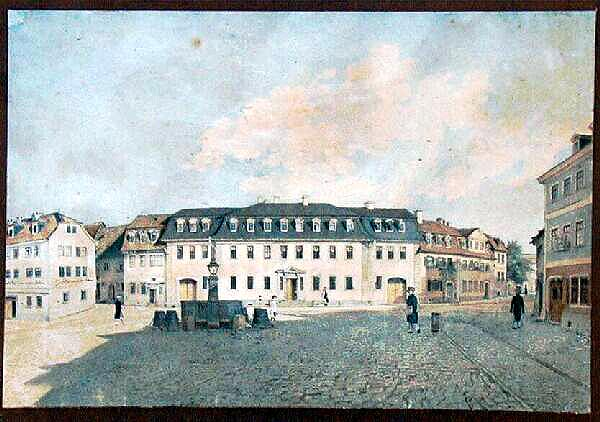
Goethes Wohnhaus in Weimar, 1828
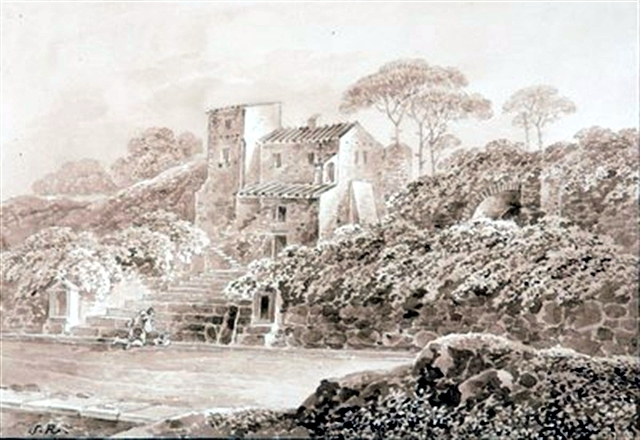
Einsiedeley, um 1830